# Boeing E-4
Boeing E-4 Advanced Airborne Command Post (Sở chỉ huy trên không tiên tiến),tên dự án là "Nightwatch", là một loại máy bay được Không quân Hoa Kỳ (USAF) sử dụng khung thân của 4 chiếc Boeing 747-200B đã được hoán cải đặc biệt để làm sở chỉ huy cơ động.4 chiếc E-4B này được Phi đoàn kiểm soát và chỉ huy trên không số 1 quản lý,thuộc Liên đoàn số 55 đóng tại Căn cứ không quân Offutt,gần Omaha, Nebraska.Một chiếc E-4B được ví như một "Trung tâm chiến dịch trên không quốc gia" khi hoạt động trên không.

## Biến thể
E-4A
E-4B

## Tính năng kỹ chiến thuật (E-4B)
Dữ liệu lấy từ USAF Fact Sheet, Boeing 747-200 specifications
Đặc điểm tổng quát
- Tổ lái: lên tới 112
- Chiều dài: 231 ft 4 in (70,5 m)
- Sải cánh: 195 ft 8 in (59,7 m)
- Chiều cao: 63 ft 5 in (19,3 m)
- Diện tích cánh: 5.500 ft² (510 m²)
- Trọng lượng rỗng: 410.000 lb (190.000 kg)
- Trọng lượng có tải: 800.000 lb (360.000 kg)
- Trọng lượng cất cánh tối đa: 833.000 lb (374.850 kg)
- Động cơ: 4 × General Electric CF6-50E2 kiểu turbofan, 52.500 lbf (234 kN) mỗi chiếc

 Hiệu suất bay 
- Vận tốc cực đại: 523 knot (602 mph, 969 km/h)
- Vận tốc hành trình: Mach 0,84 (555 mph, 895 km/h)
- Tầm bay: 6.200 nmi (7.100 mi, 11.000 km)
- Thời gian bay: 150+ giờ [5]
- Trần bay: 45.000 ft (14.000 m)
- Tải trên cánh: 150 lb/ft² (730 kg/m²)
- Lực đẩy/trọng lượng: 0,26